# Eriogonum graniticum
Eriogonum graniticum är en slideväxtart som beskrevs av Billie Lee Turner. Eriogonum graniticum ingår i släktet Eriogonum och familjen slideväxter. Inga underarter finns listade i Catalogue of Life.